# Church Point
Church Point é uma cidade  localizada no estado americano de Luisiana, na Paróquia de Acádia.

## Demografia
Segundo o censo americano de 2000, a sua população era de 4756 habitantes.
Em 2006, foi estimada uma população de 4752, um decréscimo de 4 (-0.1%).

## Geografia
De acordo com o United States Census Bureau tem uma área de
7,1 km², dos quais 7,1 km² cobertos por terra e 0,0 km² cobertos por água. Church Point localiza-se a aproximadamente 14 m acima do nível do mar.

## Localidades na vizinhança
O diagrama seguinte representa as localidades num raio de 20 km ao redor de Church Point.